# Cryphia conspersa
Cryphia conspersa là một loài bướm đêm trong họ Noctuidae.